# Miary wrocławskie
Miary wrocławskie – system miar regionalnie stosowany na Śląsku i lokalnie  w Wielkopolsce i na Mazowszu.
System został w 1816 roku zastąpiony przez miary pruskie i niemieckie, jednak nieoficjalnie był stosowany nadal.

## Podstawowe jednostki

### miary długości
- 1 stopa = 0,288 m
- 1 łokieć =  2 stopy = 0, 576 m
- 1 pręt = 7,5 łokcia = 4,32 m

### rolne miary powierzchni (dwa systemy)
- 1 kwadratowy pręt wrocławski = 18,65 m²
- 1 morga śląska = 300 prętów kwadratowych = 5596 m²
- 1 włóka = 30 morgów = 167 883 m²

### miary objętości

#### ciał sypkich
- 1 garniec = 4,68 l
- 1 korzec = 16 garncy = 74,9 l
- 1 małder = 12 korcy = 898 l

#### płynów
- 1 kwarta = 0,695 l
- 1 garniec = 4 kwarty = 2,78 l
- 1 wiadro = 20 garncy = 55,6 l

### miary masy
- 1 funt = 0,405 kg
- 1 kamień = 24 funty =9,725 kg
- 1 cetnar = 5,5 kamienia = 53,49 kg